# Costa Rica ai XIV Giochi olimpici invernali
La Costa Rica partecipò ai XIV Giochi olimpici invernali, svoltisi a Sarajevo, Jugoslavia, dall'8 al 19 febbraio 1984, con una delegazione di 3 atleti impegnati in tre discipline.

## Delegazione
| Sport        | Uomini | Donne | Totale |
| ------------ | ------ | ----- | ------ |
| Biathlon     | 1      | 0     | 1      |
| Sci alpino   | 2      | 0     | 2      |
| Sci di fondo | 1      | 0     | 1      |
| Totale       | 3      | 0     | 3      |

## Biathlon

### Uomini
| Gara         | Atleta         | Penalità 1 | Tempo | Posizione |
| ------------ | -------------- | ---------- | ----- | --------- |
| 10 km Sprint | Hernán Carazol | DNF        | DNF   | –         |

| Gara  | Atleta        | Tempo     | Penalità | Tempo corretto 2 | Posizione |
| ----- | ------------- | --------- | -------- | ---------------- | --------- |
| 20 km | Hernán Carazo | 2'13:54.9 | 11       | 2'24:54.9        | 61        |

Legenda
1 Per ogni bersaglio mancato è previsto un giro di penalità di 150 m.
2 Per ogni bersaglio mancato al tempo è aggiunto un minuto.

## Sci alpino

### Uomini
| Atleta         | Gara           | 1ª manche | 1ª manche | 2ª manche | 2ª manche | Totale  | Totale    |
| Atleta         | Gara           | Tempo     | Posizione | Tempo     | Posizione | Tempo   | Posizione |
| -------------- | -------------- | --------- | --------- | --------- | --------- | ------- | --------- |
| Arturo Kinch   | Slalom gigante | 1:57.84   | 79        | 1:53.27   | 62        | 3:51.11 | 67        |
| Eduardo Kopper | Slalom gigante | 1:49.35   | 70        | 1:57.23   | 66        | 3:46.58 | 65        |
| Eduardo Kopper | Slalom         | 1:24.39   | 63        | 1:18.94   | 44        | 2:43.33 | 45        |

## Sci di fondo

### Uomini
| Gara  | Atleta       | Risultati | Risultati |
| Gara  | Atleta       | Tempo     | Posizione |
| ----- | ------------ | --------- | --------- |
| 15 km | Arturo Kinch | 58:42.9   | 79        |
| 30 km | Arturo Kinch | DSQ       | –         |